# メコンオオナマズ

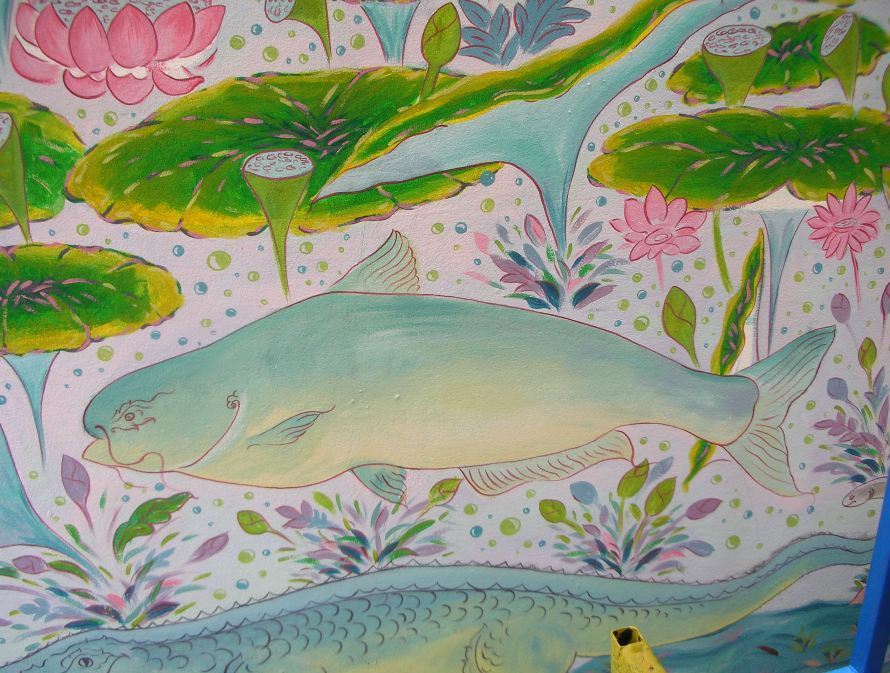
チエンコーンの寺院にある本種の壁画。

メコンオオナマズ（Pangasianodon gigas タイ語: ปลาบึก、RTGS: pla buek、発音 [plāː bɯ̀k]、 クメール語: ត្រីរាជ / trəy riec /、ベトナム語: cá tra dầu )はナマズ目パンガシウス科の魚の一種。タイ語からプラー・ブックとよばれることもある。メコン川流域に分布し、乱獲と生息地の減少により、絶滅の危機に瀕している。種小名の gigas は「巨大な」の意。

## 形態
体色は灰色から白で模様は無い。全長は通常200cm程度で稀に300cm、体重300kgに達する。成長速度も速く、僅か6年で体重150 - 200 kgに達する。幼魚には歯やヒゲがあるが成魚になるにつれて退化し、体長30 - 50 cmで消失する。ギネス記録にも世界最大の淡水魚の1つとして数えられ、2005年にタイで捕獲された体長2.7 m、体重293 kgの雌は2022年にカンボジアで捕獲されたプラークラベーンに更新されるまで、淡水魚の大きさの世界記録を保持していた。タイ政府はこの雌を繁殖計画に用いようとしたが、飼育下で死亡したため肉は地元住民に振舞われた。
植物だけを食べる魚類ではパーカーホと並び最大とされる。最大級とされる淡水魚は他にオオチョウザメ(海水にも分布する為淡水魚には含めないという意見もあり)、ピラルクーやヒマンチュラ・チャオプラヤ、ヨーロッパオオナマズやアリゲーターガーなど多くが挙げられるが、全て肉食性または雑食性である。

## 分布・生態
メコン川流域の象徴種である。本種を含めたメコン川流域の生態系の保全に関した研究が行われているが、生態についてはよく分かっていない。分布域はメコン川全域(ベトナムの河口から中国雲南省まで)に広がっていた。現在では、メコン川中部地域の孤立した小規模個体群のみが残っている。梅雨の初めに集まり、産卵のために上流に移動する。水深10 mを超える川の本流に生息するが、研究者や漁師は本種をカンボジアのトンレサップ湖で発見した。過去に漁師らはメコン川の多くの支流で本種を報告したが、現在はメコン川本流とトンレサップ地域以外では見られない。マレーシアのクランタン川で体重150kgの個体が発見され、放流されたものと考えられる。
本種の行動はよく分かっていない。主にメコン川とトンレサップ湖で繁殖し、数百キロメートル北にあるタイの産卵地まで移動すると考えられている。ダムの建設によって生息地が分断され、仔魚の脅威になり、繁殖能力が低下している。乱獲、川の堰き止め、産卵場所の破壊、繁殖地の沈泥により、生息地が被害を受けている。

## 食性
食性は植物食だが詳しくは不明。アクア・トトぎふでは鯉の練り餌にクロレラを混ぜた物で代用している。稚魚は動物プランクトンを食べ、共食いも知られている。1歳になる頃には植物食になり、藻類や付着藻類を捕食する。歯が無いため、岩の表面に生える藻類を捕食すると考えられている。ある研究によると、胃の内容物は動物プランクトンと植物プランクトンであった。

## 人間との関係

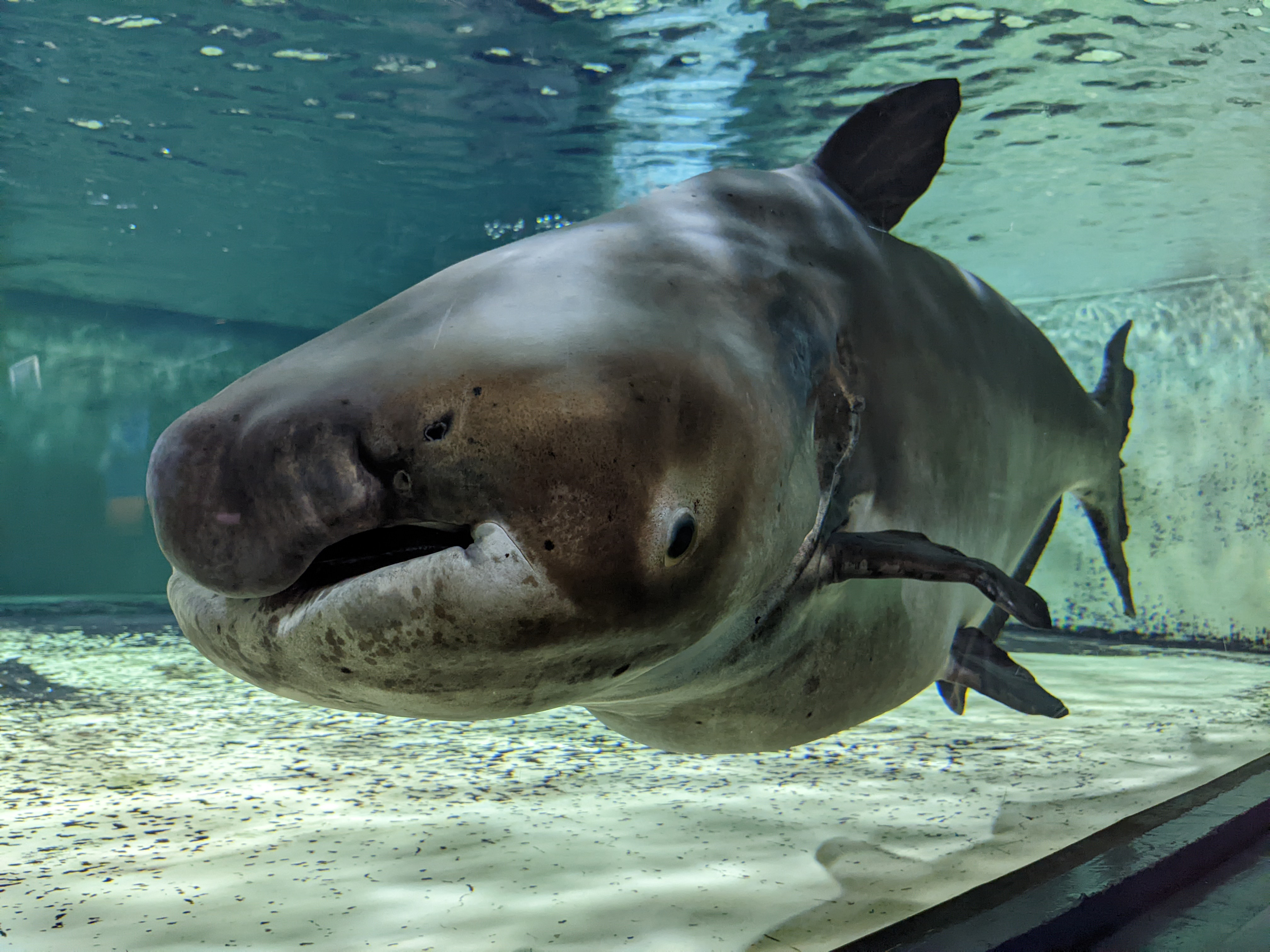
長崎ペンギン水族館の個体

### 飼育
日本においてはアクア・トトぎふや長崎ペンギン水族館、川崎水族館での飼育が知られる。タイで繁殖に成功しており、カイヤンと交配されることが多い。カイヤンやパールムのように胴体が短いこともある。個人のアクアリウムでも飼育される。外来種となることを防ぐため、オーストラリアのさまざまな州で本種の所有と輸入が制限されている。

### 釣り
パーカーホ、パールム、レッドテールキャットフィッシュ、アリゲーターガーとともに、タイ、マレーシア、ベトナムの釣り堀では一般的な魚である。その巨体と引きの強さから人気である。

### 文化
タイの民間伝承では、本種に対し特別な儀式が行われ、釣りの前に供物が捧げられる。メコン川沿いの古代芸術では、本種を模したものがある。

## 保全
メコン川下流域の固有種であり、乱獲のほか、開発や堰き止めによる水質の低下により、絶滅の危機に瀕している。 2018年の調査では、ダムの建設の結果、メコン川の資源が最大40％減少する可能性があることが示唆された。IUCNのレッドリストでは近絶滅種となっている。野生の個体数は不明だが、捕獲数は過去14年間で80%減少した。ワシントン条約の附属書Iに記載されており、野生で捕獲された標本を含む商業的な国際取引が禁止されている。
Jessica Kuperは『The Anthropologists' Cookbook』の中で、ラオスの人々にとっての本種の重要性を指摘し、次のように述べている。「ここ数年、毎年捕獲される数は40尾、30尾、20尾と減り、1976年にはさらに減った。ラオス人が崇拝する高貴で神秘的な魚なので、悲しいことである。」 2000年、漁師は11尾、2001年には7尾を捕獲した。2002年にはわずか5尾のみであった。
タイ、ラオス、カンボジアでは本種の野生下での漁が違法となっているが、禁止措置は効果がないようで、3カ国とも漁は続いている。しかし、タイではラーマ9世の王位継承60周年を記念して、2006年6月に約60人の漁師が絶滅危惧種の捕獲を中止することに同意した。タイは本種の非天然資源の漁業を許可している。バンコクの釣り掘には、最大140 kgの個体がおり、一般的に体重18 kgの個体が捕獲される。
繁殖するには体重が50 - 70 kgに達する必要があり、釣り堀では繁殖しない。タイの繁殖プログラムにより、2000年から2003年にかけて約10,000尾の飼育下繁殖個体が貯水池に放流された。
カンボジアでは毎年何百万トンも漁獲され、産卵期の個体が乱獲されている。ダムによって引き起こされる生息地の断片化は、仔魚にとってますます脅威となっている。東南アジアでは、水の使用、エネルギー生産、消費、およびそれに伴う環境悪化の傾向が今後も増加すると予測されている。本種は回遊性が高く、季節ごとに移動するには広大な川を必要とし、産卵・繁殖地には特定の環境条件が必要である。
世界自然保護基金は、ダムの建設による環境への影響を考慮するように働きかけており、本種の保護、研究、監視、意識向上に特化したプロジェクトも実施している。